# Шизуо Мијама
Шизуо Мијама (јап. 深山 静夫) био је јапански фудбалер.

## Каријера
Током каријере је играо за Rijo Shukyu-Dan.

## Репрезентација
За репрезентацију Јапана дебитовао је 1923. године. За тај тим је одиграо 2 утакмице.

## Статистика
| Јапан  | Јапан   | Јапан  |
| Година | Наступи | Голови |
| ------ | ------- | ------ |
| 1923.  | 2       | 0      |
| Укупно | 2       | 0      |